# Měšťanský pivovar (Polná)
Měšťanský pivovar v Polné si zdejší právováreční měšťané postavili v letech 1863–1865 poté, co jejich předchozí pivovar, takzvaný Horní, v srpnu 1863 vyhořel. Areál se nachází na rozhraní Komenského a Viktorinovy ulice.

## Historie
Tradice vaření piva ve městě Polná sahá až do roku 1442. V tomto roce udělil tehdejší majitel zdejšího panství Hynce Ptáček z Pirkštejna městu právo várečné. Ve městě stály původně tři pivovary – horní měšťanský, dolní a panský (zámecký).
Nový měšťanský pivovar byl postaven doslova na spáleništi svého menšího předchůdce. V roce 1884 pak došlo k vybudování odpovídajících ležáckých sklepů a roku 1905 k celkové rekonstrukci a modernizaci celého pivovarského areálu.
V roce 1927 prodal starosta Polné a majitel Panského pivovaru Měšťanskému pivovaru svůj stagnující podnik. "Pivovar pravovárečného měšťanstva v Polné" si zde v roce 1928 zřídil sladovnu.
Již 1. ledna 1948 byl pivovar znárodněn. Poté jako pivovar fungoval pouze do roku 1950. Výroba piva byla zastavena a po 20 let se zde vyráběla pouze sodovka. Po zrušení této výroby sloužily prostory pivovaru jako sklady podniku Ovoce a zelenina.
Od roku 2001, kdy areál získal nového majitele, zde probíhala rozsáhlá rekonstrukce. Téhož roku byl pivovar prohlášen za kulturní památku.

## Zajímavost
V letech 1917–1919 žil v areálu pivovaru se svými rodiči spisovatel Bohumil Hrabal.